# البياضة (بعدان)

تعديل مصدري - تعديل

البياضة محلة تابعة لقرية منزل حميد، التابعة لعزلة الدعيس بمديرية بعدان إحدى مديريات محافظة إب في الجمهورية اليمنية، بلغ تعداد سكانها 41 حسب تعداد اليمن لعام 2004.